# Burn Out (album)
Burn Out is een ep van EBM-band A Split-Second uit 1986.

## Tracklist
1. Burn Out (Beat mix) - 3:38
2. Bodycheck - 3:10
3. On Command - 4:39
4. Flesh - 3:39